# Marketing hỗn hợp

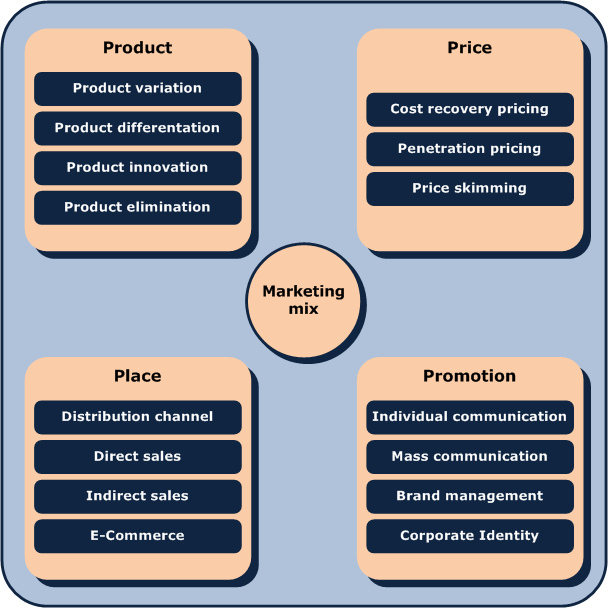
Bốn khái niệm chính trong Marketing hỗn hợp.

Marketing hỗn hợp là một khái niệm cơ bản trong lĩnh vực marketing (đồng thời được biết đến như là 4P), là tập hợp các công cụ tiếp thị được doanh nghiệp sử dụng để đạt được trọng tâm tiếp thị trong thị trường mục tiêu. Thuật ngữ lần lần đầu tiên được sử dụng vào năm 1953 khi Neil Borden, là chủ tịch của hiệp hội Marketing Hoa Kỳ lấy ý tưởng công thức thêm một bước nữa và đặt ra thuật ngữ Marketing hỗn hợp. Một nhà tiếp thị nổi tiếng, E. Jerome McCarthy, đề nghị phân loại theo 4P năm 1960, mà nay đã được sử dụng rộng rãi. Khái niệm 4P được giải thích phần lớn trong sách giáo khoa về marketing và trong các lớp học.
Tiếp thị hỗn hợp (Marketing Mix) là tập hợp các công cụ tiếp thị được doanh nghiệp sử dụng để đạt được trọng tâm tiếp thị trong thị trường mục tiêu.

## 4P
4P là một khái niệm trong marketing, đó là:
- Product (Sản phẩm): Một đối tượng hữu hình hoặc một dịch vụ vô hình đó là khối lượng sản xuất hoặc sản xuất trên quy mô lớn với một khối lượng cụ thể của đơn vị. Sản phẩm vô hình là dịch vụ như ngành du lịch và các ngành công nghiệp khách sạn hoặc mã số các sản phẩm như nạp điện thoại di động và tín dụng. Ví dụ điển hình của một khối lượng sản xuất vật thể hữu hình là những chiếc xe có động cơ và dao cạo dùng một lần. Một khối lượng chưa rõ ràng nhưng phổ biến dịch vụ sản xuất là một hệ thống điều hành máy tính.
- Price (Giá cả): Giá bán là chi phí khách hàng phải bỏ ra để đổi lấy sản phẩm hay dịch vụ của nhà cung cấp. Nó được xác định bởi một số yếu tố trong đó có thị phần, cạnh tranh, chi phí nguyên liệu, nhận dạng sản phẩm và giá trị cảm nhận của khách hàng với sản phẩm. Việc định giá trong một môi trường cạnh tranh không những vô cùng quan trọng mà còn mang tính thách thức. Nếu đặt giá quá thấp, nhà cung cấp sẽ phải tăng số lượng bán trên đơn vị sản phẩm theo chi phí để có lợi nhuận. Nếu đặt giá quá cao, khách hàng sẽ dần chuyển sang đối thủ cạnh tranh. Quyết định về giá bao gồm điểm giá, giá niêm yết, chiết khấu, thời kỳ thanh toán,...
- Place (Phân phối): đại diện cho các địa điểm mà một sản phẩm có thể được mua. Nó thường được gọi là các kênh phân phối. Nó có thể bao gồm bất kỳ cửa hàng vật lý cũng như các cửa hàng ảo trên Internet. Việc cung cấp sản phẩm đến nơi và vào thời điểm mà khách hàng yêu cầu là một trong những khía cạnh quan trọng nhất của bất kỳ kế hoạch marketing nào.
- Promotions (xúc tiến thương mại hoặc hỗ trợ bán hàng): hỗ trợ bán hàng là tất cả các hoạt động nhằm đảm bảo rằng khách hàng nhận biết về sản phẩm hay dịch vụ của bạn, có ấn tượng tốt về chúng và thực hiện giao dịch mua bán thật sự. Những hoạt động này bao gồm quảng cáo, catalog, quan hệ công chúng và bán lẻ, cụ thể là quảng cáo trên truyền hình, đài phát thanh, báo chí, các bảng thông báo, đưa sản phẩm vào phim ảnh, tài trợ cho các chương trình truyền hình và các kênh phát thanh được đông đảo công chúng theo dõi, tài trợ cho các chương trình dành cho khách hàng thân thiết, bán hàng qua điện thoại, bán hàng qua thư trực tiếp, giới thiệu sản phẩm tận nhà, gởi catalog cho khách hàng, quan hệ công chúng...

## Kết hợp 4P và 4C
Việc phối hợp 4P trong một chiến lược duy nhất để đạt thành công trong marketing được gọi là marketing hỗn hợp.
Với nhân tố Sản phẩm, doanh nghiệp cần có một chiến lược sản phẩm đúng đắn, cho dù đó là sản phẩm mới hay sản phẩm cải tiến.
Để sản phẩm có thể bán tốt nhất, chiến lược về Giá cả cũng là vô cùng quan trọng. Giá rẻ không hẳn là giá tốt (có những sản phẩm; đặc biệt đồ hiệu phải bán với giá cao mới có thể xâm nhập thị trường). Nếu điều kiện cho phép, doanh nghiệp cũng có thể tiến hành chiến lược "giá hớt váng sữa" để thu lợi tối đa. Diễn biến về giá cũng có thể là công cụ tốt để doanh nghiệp vừa gặt hái lợi nhuận tối đa, vừa cạnh tranh tốt nhất trên thị trường.
Kênh phân phối cũng được xem là một nhân tố quan trọng quyết định sự thành công trong marketing. Địa điểm thích hợp và địa điểm tối ưu luôn được tìm kiếm và cân nhắc.
Việc Khuếch trương được hoạch định ngay từ trước khi tung sản phẩm. Các hoạt động khuếch trương phổ biến được sử dụng gồm các chiến dịch quảng cáo, PR, roadshow, tài trợ...
Gần đây, các chuyên gia marketing còn tiếp tục đưa vào chiến lược tiếp thị hỗn hợp thêm nhiều chữ P khác như People (con người), Process (quy trình), Physical Evidence (bằng chứng vật lý)… để tăng cường sức mạnh cho hoạt động tiếp thị. Tuy vậy, chiến lược này chỉ có thể đem lại thành công nếu doanh nghiệp hoạch định và triển khai dưới góc nhìn khách quan từ khách hàng và người tiêu dùng, chứ không phải từ góc nhìn chủ quan của doanh nghiệp.
Góc nhìn khách quan từ khách hàng sẽ giúp doanh nghiệp đưa ra thị trường những sản phẩm đáp ứng được mong đợi của khách hàng, bán với mức giá mà khách hàng chấp nhận được, phân phối ở nơi thuận tiện cho khách hàng, và làm công tác truyền thông theo cách mà khách hàng thích.
Chính vì vậy, các chuyên gia marketing đã đưa ra khái niệm 4C và gắn các C này với các P theo từng cặp để lưu ý những người làm marketing đừng quên xem khách hàng là trọng tâm khi hoạch định các chiến lược tiếp thị. Các cặp P-C được "phối ngẫu" một cách có dụng ý này được thể hiện trong hình vẽ dưới đây:
- Chữ C đầu tiên - Customer Solutions (giải pháp cho khách hàng) được gắn với chữ P - Product (sản phẩm) thể hiện quan điểm mỗi sản phẩm đưa ra thị trường phải thực sự là một giải pháp cho khách hàng, nghĩa là nhằm giải quyết một nhu cầu thiết thực nào đó của khách hàng chứ không phải chỉ là "giải pháp kiếm lời" của doanh nghiệp. Muốn làm tốt chữ C này, doanh nghiệp buộc phải nghiên cứu thật kỹ để tìm ra nhu cầu đích thực của khách hàng, giải pháp nào để đáp ứng đúng nhu cầu này.
- Chữ C thứ hai - Customer Cost (chi phí của khách hàng) được gắn với chữ P - Price (giá) thể hiện quan điểm cho rằng giá của sản phẩm cần được nhìn nhận như là chi phí mà người mua sẽ bỏ ra. Chi phí này không chỉ bao gồm chi phí mua sản phẩm mà còn cả chi phí sử dụng, vận hành, và cả hủy bỏ sản phẩm. Chi phí này phải tương xứng với lợi ích mà sản phẩm đem lại cho người mua.

Cần hiểu lợi ích ở đây bao gồm cả lợi ích lý tính lẫn lợi ích cảm tính. Nhiều người đắn đo chưa mua ô tô không phải vì giá sản phẩm cao mà vì chi phí sử dụng quá cao (xăng dầu, phụ tùng, bảo dưỡng, bãi đỗ, tài xế…). Trong bối cảnh đó, các loại xe tiết kiệm nhiên liệu, phụ tùng rẻ và dễ dàng thay thế thường là giải pháp tốt.
- Chữ C thứ ba - Convenience (thuận tiện) được gắn với chữ P - Place (phân phối) đòi hỏi cách thức phân phối sản phẩm của doanh nghiệp phải tạo sự thuận tiện cho khách hàng. Điển hình của khía cạnh thuận tiện trong phân phối có thể kể đến mạng lưới máy ATM của các ngân hàng. Ngân hàng nào có nhiều máy, bố trí nhiều nơi, máy ít bị trục trặc khi rút tiền, ngân hàng đó sẽ có nhiều khách hàng mở thẻ.
- Chữ C cuối cùng - Communication (giao tiếp) được gắn với chữ P - Promotion (khuyến mãi, truyền thông) yêu cầu công tác truyền thông phải là sự tương tác, giao tiếp hai chiều giữa doanh nghiệp với khách hàng. Doanh nghiệp lắng nghe tâm tư, nguyện vọng của khách hàng và "nói" cho khách hàng nghe là sản phẩm sẽ đáp ứng những tâm tư, nguyện vọng đó như thế nào. Một chiến lược truyền thông hiệu quả phải là kết quả của sự giao tiếp, tương tác giữa sản phẩm, thương hiệu với khách hàng để đạt được sự thông hiểu và cảm nhận sâu sắc từ khách hàng đối với sản phẩm, thương hiệu.

Không ít doanh nghiệp hiện nay thực hiện quảng cáo theo kiểu "tuôn ra xối xả" một chiều từ phía doanh nghiệp, bất chấp người tiêu dùng "tiêu hóa" được đến đâu. Nhiều thông điệp còn gây rối rắm, khó hiểu, thậm chí phản cảm cho khách hàng. Ở đây, công tác truyền thông đã không mang ý nghĩa giao tiếp, trao đổi thông tin giữa hai đối tượng.
Và như vậy, sẽ không bao giờ sản phẩm hay thương hiệu đạt được thiện cảm, nói chi đến đồng cảm, từ phía khách hàng. Kết quả là sản phẩm cùng với thương hiệu rất dễ bị khách hàng quên. Truyền thông giao tiếp hai chiều được các công ty chuyên nghiệp thực hiện thông qua việc lắng nghe phản hồi của khách hàng, phân tích phản ứng của khách hàng, và đo lường kết quả của các đợt truyền thông để có sự hiệu chỉnh cần thiết cho một phần hoặc toàn bộ chiến dịch.
Chắc chắn là sẽ còn cần nhiều chữ C hơn để thể hiện góc nhìn khách quan từ phía khách hàng thay cho góc nhìn chủ quan từ phía doanh nghiệp. Cho dù là 4P, 7P hay nhiều P hơn trong marketing ngày nay, thì mỗi chữ P đều cần gắn liền với một chữ C (Customer) để thể hiện quan điểm xuyên suốt là "hướng về khách hàng". Không cách nào khác, doanh nghiệp phải lấy khách hàng làm trọng tâm để hoạch định chiến lược và triển khai các chương trình hành động ở mọi bộ phận của doanh nghiệp, không chỉ trong lĩnh vực tiếp thị.
Ở đâu không có thế độc quyền, không có sự áp đặt vô lý từ phía người bán đối với người mua, ở đó, mỗi chữ C sẽ là kim chỉ nam hành động cho doanh nghiệp để hướng tới thành công.

## 7P
7P là một khái niệm trong ngành Marketing, được xem là sự mở rộng của 4P.
7P là 4P + 3P khác; là ứng dụng của Marketing trong các Marketing dịch vụ, bao gồm Con người (People), Quy trình (Process) và Cơ sở vật chất (Physical Evidence).
Có người lại cho rằng 7P là 4P + 3P khác là Đối tác (Partnership), Vị thế chính trị (Politics), Sự thuyết phục (Persuasion) ứng dụng cho Marketing xã hội (Social Marketing).